# Senthuran Varatharajah

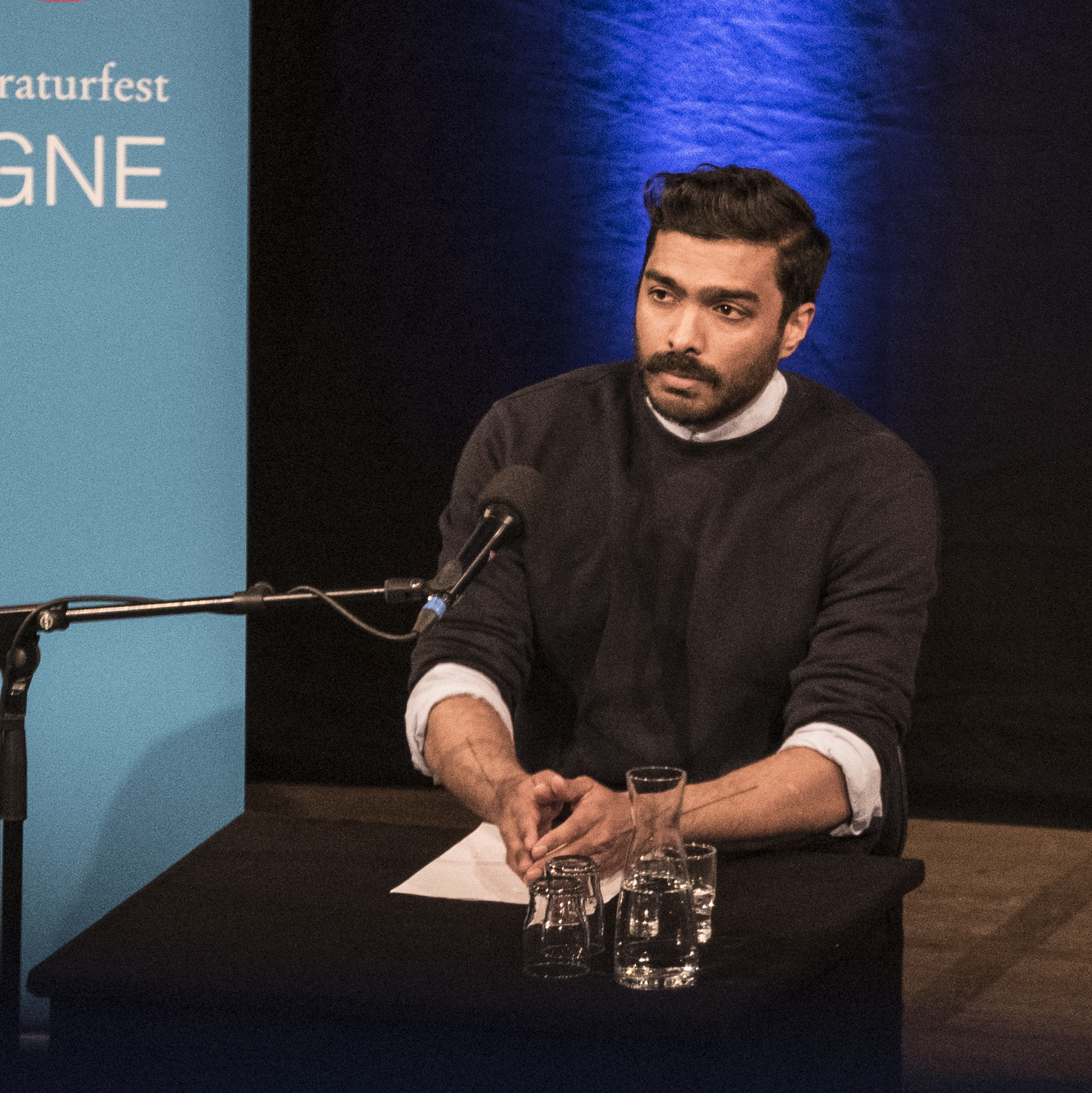
Senthuran Varatharajah, LitCologne 2019

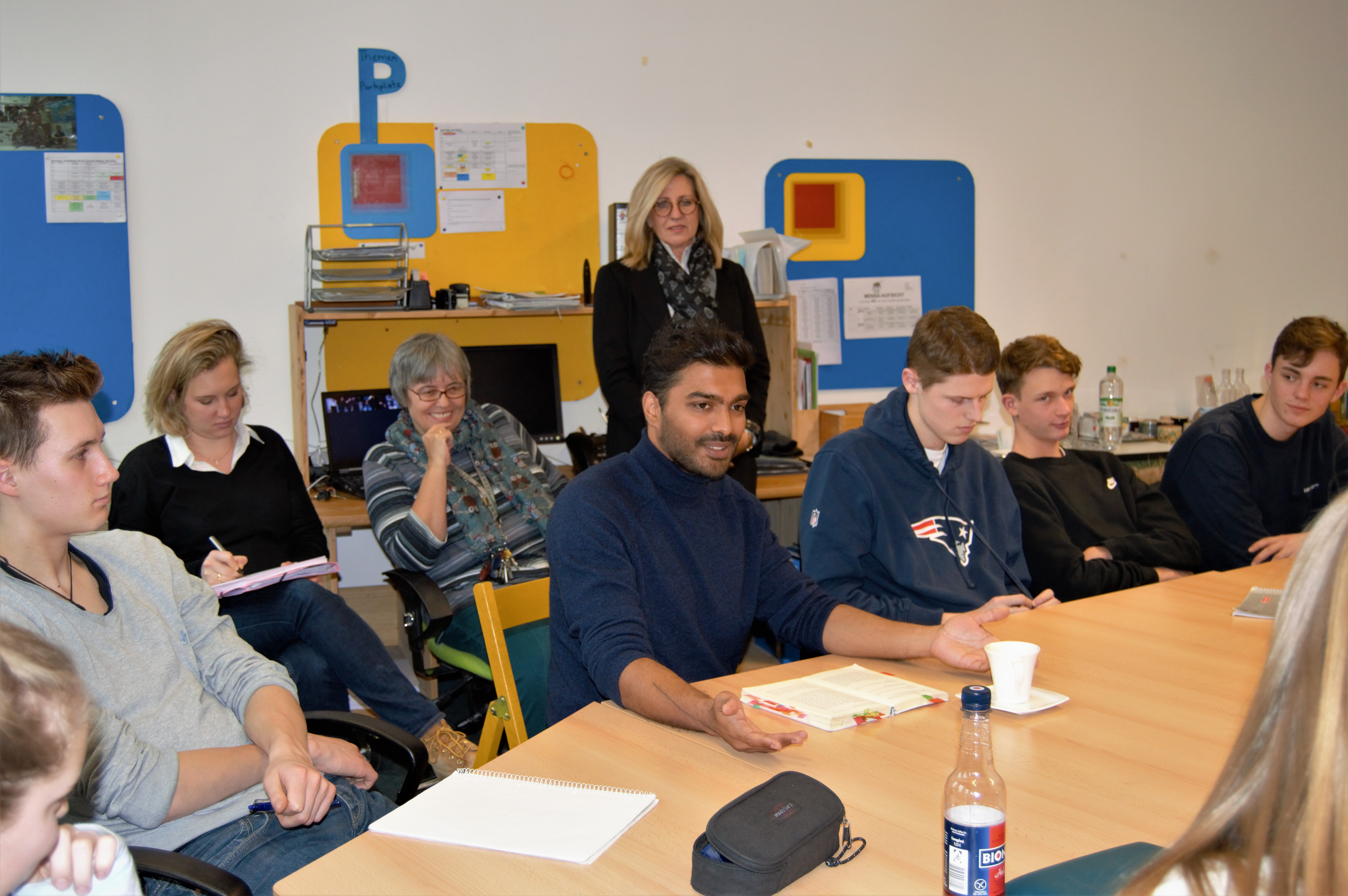
Senthuran Varatharajah bei einer Schullesung in München im Januar 2018

Senthuran Varatharajah (* 1984 in Jaffna auf Sri Lanka) ist ein deutscher Schriftsteller, Philosoph und Theologe tamilischer Herkunft.

## Leben
Varatharajahs Familie floh in den 1980er Jahren vor dem Bürgerkrieg in Sri Lanka nach Deutschland und ließ sich in Oberfranken nieder. Varatharajah studierte als Stipendiat der Heinrich-Böll-Stiftung und der Studienstiftung des deutschen Volkes Philosophie, ev. Theologie sowie Religions- und Kulturwissenschaften an der Philipps-Universität Marburg, der Humboldt-Universität zu Berlin und am King’s College London. Sein Studium schloss er mit einer Masterarbeit über den Begriff der Versöhnung bei Hegel als Jahrgangsbester am Institut für Philosophie der Humboldt-Universität ab.  Varatharajah lebt in Berlin. Er ist der ältere Bruder von Sinthujan Varatharajah.

## Werk

### Vor der Zunahme der Zeichen(Roman 2016)
2014 nahm Varatharajah – ohne zuvor etwas veröffentlicht zu haben – an den 38. Tagen der deutschsprachigen Literatur teil und erhielt den 3sat-Preis. Sein vielbeachteter und mehrfach ausgezeichneter Debütroman Vor der Zunahme der Zeichen erschien im Frühjahr 2016 im S. Fischer Verlag. Die Literaturkritikerin Meike Feßmann bezeichnet den Roman in der Süddeutschen Zeitung als ein Werk, das durchgängig „mit der Überblendung von Theorie und Literatur“ arbeite und „von enormer gedanklicher Konsequenz und einer sprachlichen Radikalität“ sei, „die selten geworden ist in der deutschen Gegenwartsliteratur“. Die Literaturkritikerin Wiebke Porombka schreibt in der Frankfurter Allgemeinen Zeitung, dass Vor der Zunahme der Zeichen eine „dichte, mit feinsinnigsten Motivverknüpfungen arbeitende Sensibilisierungsgeschichte“ sei, und „Ausweis der Möglichkeit einer intellektuellen und ästhetischen Identitätsstiftung.“ Die Schriftstellerin Ulla Hahn beschreibt Vor der Zunahme der Zeichen als „ein langes Prosagedicht“, als „denkendes Dichten“. Der Roman sei „ein Geschenk an die deutsche Sprache“. Varatharajah bezeichnet sich selbst als „Schriftsteller ohne Sprache“. In einem Essay für den Merkur schreibt Varatharajah: „Wenn ich gefragt werde, wo ich herkomme, sage ich: aus der Sprachlosigkeit.“

### Rot (Hunger)(Roman 2022)
Im Frühjahr 2022 erschien Varatharajahs zweiter Roman Rot (Hunger), ebenfalls im S. Fischer Verlag. Die Literaturkritikerin Shirin Sojitrawalla bespricht den Roman im Deutschlandfunk mit den Worten: „Heiligkeit, Schönheit und Grausamkeit des Zerbrechens sind dem Roman eingeschrieben. […] Rot (Hunger) erweist sich als extrem eigen. Und als ebenso verstörender wie faszinierender Solitär innerhalb der deutschsprachigen Gegenwartsliteratur.“ Der Literaturwissenschaftler Christian Metz beschreibt Rot (Hunger) in der Frankfurter Allgemeinen Zeitung als „provozierend brillanten Roman über Liebe und Kannibalismus“, in dem „die fatale, mitunter kaum zu ertragende menschliche Mechanik mit einer hochpräzisen Mechanik des Erzählens einhergeht. In diesem Roman herrscht größtmögliche und zudem symmetrische Ordnung. Keine Zeile zu viel, keine zu wenig. Fein ausbalancierte, kühle erzählerische Akribie, wie sie einst Goethe in Die Wahlverwandtschaften zum Maßstab seines Liebesexperiments machte.“ Die Literaturkritikerin Claudia Kramatschek beschreibt den Roman im Deutschlandfunk Kultur als „eine verstörende Studie, als Meditation über den verstörenden Hunger nach Liebe, dessen Natur und dessen sprachliche Struktur, und auch die Sprache des Autors selbst oszilliert zwischen einem sehr lyrischen Ton, sehr atmosphärisch dicht, sehr intensive Bilder, sie ist auch unerbittlich, aber das Zepter hat dann zugleich auch eine sehr starke philosophische Strenge. Dieser sprachlich, formal und analytisch wirklich radikale Zugriff macht Rot (Hunger) zu einer literarischen Grenzerfahrung, und zu einem literarischen Ereignis.“ Im Bayerischen Rundfunk fasst der Literaturwissenschaftler Andreas Trojan zusammen: „Die Farbe Rot bestimmt den Roman: Blut der Liebe. Blut des Krieges. Blut eines Körpers, der sich verzehrt, und der verzehrt wird. Mit seinem Roman ist der Schriftsteller und Theologe ein großes Wagnis eingegangen. Varatharajahs Experiment ist zu 100 Prozent gelungen. Einen Prosatext mit annähernd ähnlicher Intensität wird man in der Gegenwartsliteratur schwerlich finden.“. Im Lesenswert-Quartett des SWR Fernsehens sagt die Literaturkritikerin Insa Wilke, dass der Roman die „Schönheit einer mathematischen Gleichung“ besitzt. Der Literaturkritiker Denis Scheck bezeichnet in derselben Sendung Rot (Hunger) als „Meisterwerk“. Varatharajah erzählt in Rot (Hunger) unter anderem die Geschichte des Kannibalen von Rotenburg – allerdings als Liebesgeschichte. Im ARD resümiert Denis Scheck in seiner Literatursendung Druckfrisch: „In seinem neuen Roman Rot (Hunger) macht Senthuran Varatharajah aus diesem Fall grandiose Literatur.“ Varatharajah beendete den Roman als Gast der Internationalen Martin Luther Stiftung und der Deutschen Bibelgesellschaft auf der Wartburg in Eisenach.

## Publizistische und andere Tätigkeiten

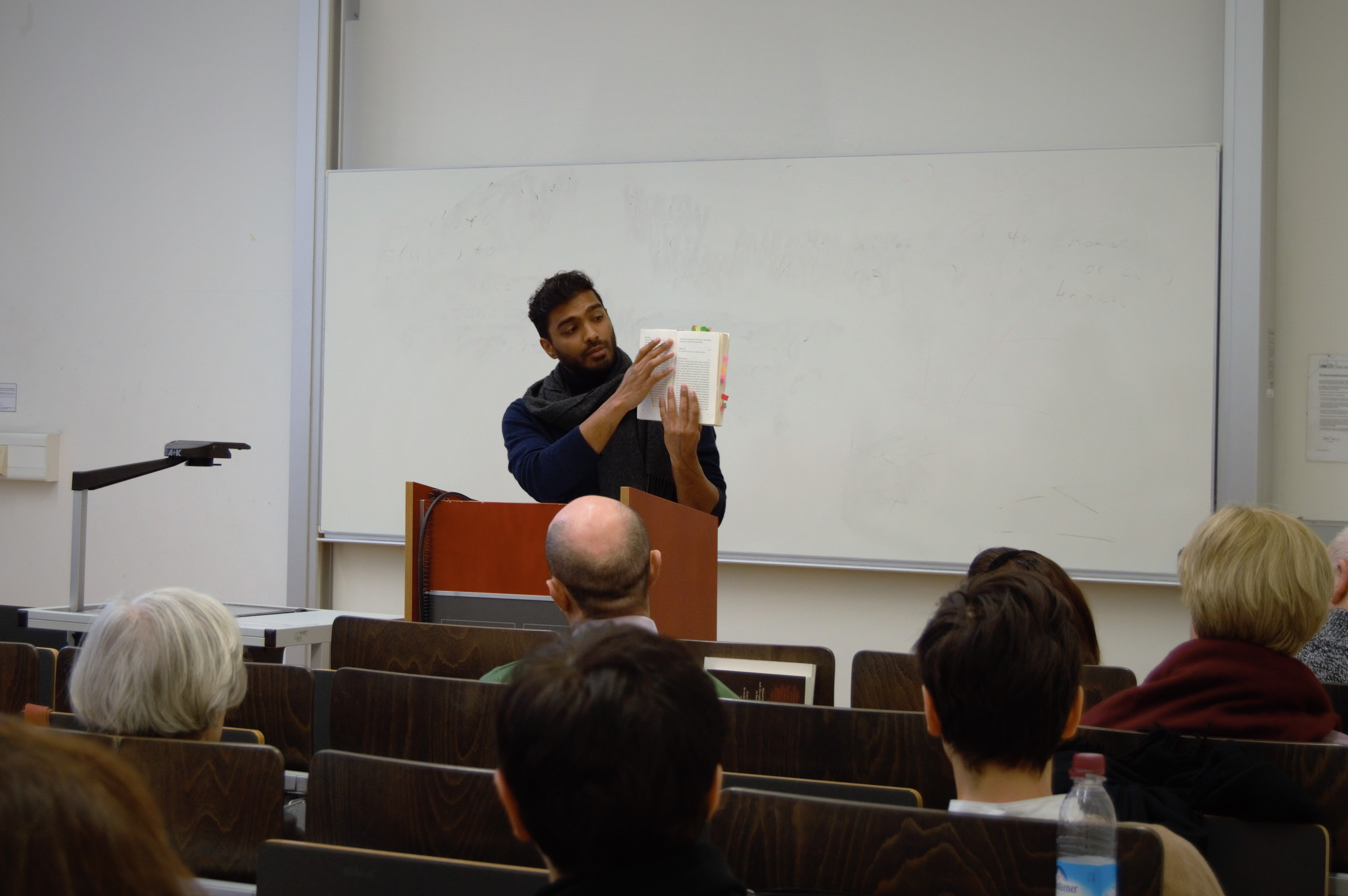
Senthuran Varatharajah als Poetikdozent des Internationalen Forschungszentrums Chamisso an der Ludwig-Maximilians-Universität München (Januar 2018).

2017 war Varatharajah Stipendiat der Villa Aurora in Los Angeles. 2018 war er Poetikdozent am Internationalen Forschungszentrum Chamisso (IFC) der Ludwig-Maximilians-Universität München. Über seine Vorlesungsreihe - überschrieben mit dem Titel Eine Nachbereitung des Romans - schreibt die Süddeutsche Zeitung: „Wer vor wenigen Tagen der zweiten von drei Poetikvorlesungen am Internationalen Forschungszentrum Chamisso der LMU lauschte, musste jedenfalls beeindruckt sein von der geistigen Beweglichkeit dieses Autors: Hier wechselte ein so brillanter wie charismatischer Intellektueller geschmeidig zwischen Theorien und Registern hin und her.“ Im selben Jahr übersetzte Varatharajah zusammen mit Anabelle Assaf Akwaeke Emezis Debütroman Freshwater. Emezis viertes Buch, Dear Senthuran, wurde nach Varatharajah benannt. 2019 hielt Varatharajah die Kanzelrede zu Christi Himmelfahrt am Berliner Dom. Weitere Predigten hielt Varatharajah u. a. in der St.-Matthäus-Kirche in Berlin. 2020 schrieb er das Libretto Und Abraham streckte seine Hand aus für die Hamburger Elbphilharmonie und das Trickster Orchestra. 2022 war Varatharajah Gast im Talkshow-Format Sternstunde Philosophie des Schweizer Fernsehprogramms SRF 1, wo er über die drei wesentlichen Begriffe seiner Arbeit, Liebe, Gott und Tod sprach. 2023 kuratierte er mit dem Schriftsteller und Komponisten Fabian Saul im Rahmen des Diskurs- und Performanceprogramms der Berliner Festspiele die Veranstaltung Angst, wie wir sie kennen. 2024 führte Varatharajah zusammen mit Fabian Saul im Theater Neumarkt in Zürich Regie bei ihrem gemeinsamen Theaterstück Die Schwerkraft der Gnade, über die französische Philosophin Simone Weil. 2025 war er Max Kade Scholar und Writer in Residence an der Rutgers University in New Jersey.
Varatharajah lehrt Theorie und literarisches Schreiben an der Universität der Künste Berlin, der Stiftung Universität Hildesheim, am Deutschen Literaturinstitut Leipzig und an der Rutgers University. Essays von ihm sind unter anderem in der Süddeutschen Zeitung, der taz, der Zeit und im Merkur erschienen. Varatharajah ist auch als Moderator literarischer Veranstaltungen mit Schwerpunkt US-amerikanischer Gegenwartsliteratur tätig. So moderierte er u. a. Claudia Rankine, Morgan Jerkins, Daniel Gumbiner und Philipp B. Williams.
Seit 2022 ist Varatharajah Mitglied der Jury des Deutschen Verlagspreises. 2023 war er Teil der Jury des 31. open mike am Haus für Poesie. Seit 2024 ist Varatharajah Teil der Literaturjury der Villa Aurora. Varatharajah ist gewähltes Mitglied der Jungen Akademie an der Berlin-Brandenburgischen Akademie der Wissenschaften und der Deutschen Akademie der Naturforscher Leopoldina.

## Auszeichnungen (Auswahl)
- Nominierung für den Fontane-Literaturpreis für Rot (Hunger)[28]
- Max Kade Scholar und Writer in Residence an der Rutgers University, New Jersey[29]
- Arbeitsstipendium des Berliner Senats[30]
- Nominierung für den Literaturpreis „Text & Sprache“ des Kulturkreises der deutschen Wirtschaft für Rot (Hunger)[31]
- Nominierung für den Preis der LiteraTour Nord für Rot (Hunger)[32]
- Nominierung für den Alfred-Döblin-Preis für Rot (Hunger)[33]
- Werkstipendium des Deutschen Literaturfonds für Rot (Hunger)[34]
- Arbeitsstipendium des Berliner Senats für Rot (Hunger)[35]
- Literaturstipendien der Stiftung Preußische Seehandlung für Rot (Hunger)[36]
- Aufenthaltsstipendium der Villa Concordia, Bamberg, für Rot (Hunger)[37]
- Arbeitsstipendium der Robert Bosch Stiftung für Rot (Hunger)[38]
- Poetikdozentur des Internationalen Forschungszentrums Chamisso, Ludwig-Maximilians-Universität München[17]
- Rauriser Literaturpreis 2017 für Vor der Zunahme der Zeichen[39]
- Förderpreis zum Adelbert-von-Chamisso-Preis 2017 für Vor der Zunahme der Zeichen
- Aufenthaltsstipendium der Villa Aurora, Los Angeles für Rot (Hunger)[40]
- Förderpreis zum Bremer Literaturpreis 2017 für Vor der Zunahme der Zeichen
- Werkstipendium des Deutschen Literaturfonds 2016/2017
- Kranichsteiner Literaturförderpreis 2016
- Nominierung für den aspekte-Literaturpreis 2016 für Vor der Zunahme der Zeichen
- SWR-Bestenliste Platz 4, Mai 2016[41] für Vor der Zunahme der Zeichen
- Arbeitsstipendium des Berliner Senats[42] für Vor der Zunahme der Zeichen
- Teilnahme an der Autorenwerkstatt Prosa 2014 des Literarischen Colloquiums Berlin[43] mit Vor der Zunahme der Zeichen
- 3Sat-Preis bei den 38. Tagen der deutschsprachigen Literatur für einen Auszug aus Vor der Zunahme der Zeichen
- Alfred-Döblin-Stipendium der Berliner Akademie der Künste für Vor der Zunahme der Zeichen[44][45]
- Aufenthaltsstipendium der Stiftung Künstlerdorf Schöppingen für Vor der Zunahme der Zeichen[46]
- Promotions- und Auslandsstipendium der Studienstiftung des deutschen Volkes[46]
- Institutspreis für den besten Studienabschluss im akademischen Jahr 2010/2011 am Institut für Philosophie der Humboldt-Universität zu Berlin, verliehen von der Carl und Max Schneider Stiftung zur Förderung der Philosophie[46]
- Studienstipendium des Studienwerks der Heinrich-Böll-Stiftung[46]

## Veröffentlichungen
Eigenständige Veröffentlichungen
- Vor der Zunahme der Zeichen (Roman). S. Fischer Verlag, Frankfurt am Main 2016, ISBN 978-3-10-002415-2.
- Rot (Hunger) (Roman). S. Fischer Verlag, Frankfurt am Main 2022, ISBN 978-3-10-397075-3.

Beiträge in Anthologien und Literaturzeitschriften (Auswahl)
- k (wir gehen von bildern aus). In: Matthias Jügler (Hrsg.): Wie wir leben wollen – Texte für Solidarität und Freiheit. Suhrkamp, 2016, ISBN 978-3-518-46710-7.
- und wir werden uns das halbierte auge zerstören am geduldigen grund der bilder. In: Neue Rundschau, März 2016, ISBN 978-3-10-809105-7.
- spiegelverkehrt, auf der rückseite des papiers (dieses blau und das rot). In: Allmende – Zeitschrift für Literatur, Juni 2015, ISSN 0720-3098.
- im abfall einer stimme (was ich geschrieben habe, habe ich geschrieben). In: Sprache im technischen Zeitalter, März 2015, ISBN 978-3-412-22522-3.